# جون بنيان
جون بنيان  (عُمد في 30 نوفمبر 1628 - 31 أغسطس 1688) هو كاتب إنجليزي وواعظ تطهيري، اشتُهر بكتابه التمثيلي المسيحي «رحلة الحاج». وكتب بنيان بالإضافة إلى كتابه هذا ما يقرب من ستين عنوانًا، العديد منها عظات موسعة.
كان بنيان من قرية إلستو، بالقرب من بدفور. حصل على بعض التعليم المدرسي وفي سن السادسة عشرة انضم إلى الجيش البرلماني خلال المرحلة الأولى من الحرب الأهلية الإنجليزية. وبعد ثلاث سنوات في الجيش عاد إلى إلستو ليصبح سمكريًا (صفّاح)، وهي المهنة التي تعلمها من والده. أصبح مهتمًا بالدين بعد زواجه، في البداية كان يرتاد كنيسة الرعية ثم انضم إلى لقاء بدفور، وهي مجموعة من المنشقين (المطالبين بعزل الكنيسة الأنجليكانية من كونها الكنيسة الرسمية للدولة) في بدفور، وأصبح واعظًا بعد ذلك. بعد استرداد الملكية، قُيدت حرية المنشقين، قُبض على بنيان وقضى سنواته الإثني عشر التالية في السجن لأنه رفض التخلي عن الوعظ. وخلال هذا الوقت كتب سيرة ذاتية روحية، «الرحمة تتسع لكبير الخطائين»، وبدأ العمل على كتابه الأكثر شهرة، «رحلة الحاج»، الذي نُشر بعد عدة سنوات من إطلاق سراحه.
أمضى بنيان سنواته اللاحقة في راحة نسبية، على الرغم من فترة سجن أقصر أخرى، كمؤلف شهير وواعظ وراعٍ للقاء بدفور. توفي بعمر 59 عامًا بعد إصابته بالمرض في رحلة إلى ودفن في حقول بونهيل. وأصبح كتابه رحلة الحاج أحد أكثر الكتب نشرًا في اللغة الإنجليزية. إذ نُشرت 1300 طبعة بحلول عام 1938، أي بعد 250 عامًا من وفاة المؤلف.
تكرمه كنيسة إنجلترا باحتفال محدود في 30 أغسطس، وعلى التقويم الليتورجي للكنيسة الأسقفية الأمريكية في 29 أغسطس. وبعض الكنائس الأخرى للتجمع الأنجليكاني، مثل  في  التي تكرمه في يوم وفاته (31 أغسطس). 

## نشأته
ولد جون بنيان في 1628 لتوماس ومارغريت بنيان في بنيان إند في رعية إلستو، بدفورشير. تقع بنيان إند في منتصف الطريق تقريبًا بين قرية هارودين (ميل واحد جنوب شرق بدفور) وشارع إلستو الرئيسي. تاريخ ميلاد بنيان غير معروف، ولكنه عُمد في 30 نوفمبر 1628، ودخل المعمودية في سجل الرعية الذي كتب فيه «جون ابن توماس بونيون جون، 30 نوفمبر». كُتب اسم بنيان بعدة طرق (هناك 34 طريقة في مكتب سجلات بدفورشير) وأصل الاسم من كلمة النورمانية الفرنسية بنيون Buignon. وسكنت العائلة في شمال بدفورشير منذ عام 1199 على الأقل. 
كان والد بنيان سمكريًا، جال أنحاء المنطقة لإصلاح الأواني والمقالي، وكان جده تاجرًا صغيرًا. كانت أسرة بنيان تمتلك أرضًا في إلستو، لذا لم يكن منشأ بنيان متواضعًا تمامًا كما اقترح في سيرته الذاتية «الرحمة تتسع لكبير الخطائين» عندما كتب أن منزل والده كان «من أحط البيوت، وأكثرها ازدراءً في البلاد».

عندما كان بنيان طفلاً تعلم مهنة والده السمكري وحصل على بعض التعليم الأولي. في كتابه «الرحمة تتسع لكبير الخطائين»، كتب بنيان القليل من التفاصيل حول نشأته، لكنه لم يقل كيف اكتسب عادة الشتم (من والده)، وعانى من الكوابيس، وقرأ القصص الشعبية الحديثة من كتب صغيرة رخيصة. وفي صيف عام 1644، فقد بونيان والدته وشقيقته مارغريت. في ذلك الخريف، قبل فترة وجيزة من عيد ميلاده السادس عشر أو بعده، جُند بنيان في الجيش البرلماني بسبب قرار طالب بـ 225 مجند من بلدة بدفور. هناك القليل من التفاصيل المتوفرة حول خدمته العسكرية، والتي كانت خلال المرحلة الأولى من الحرب الأهلية الإنجليزية. يظهر اسمه في السجل العسكري لحامية نيوبورت باغنيل على أنه الجندي «جون بنيان». في كتاب سيرته الذاتية، روى حادثة من ذلك الوقت، كدليل على رحمة الإله:
حين كنت جنديًا، أخذتُ مع آخرين، لنحاصر مكانًا ما؛ ولكن عندما كنت على استعداد للذهاب، رغب أحد الرفاق في الذهاب مكاني، ثم أخذ مكاني بعد موافقتي. واقترب من الحصار، بينما كان يقف كحارس، أصيب برصاصة مسكيت (سلاح ناري) ومات.
زودته خدمة الجيش بمعرفة باللغة العسكرية التي استخدمها بعد ذلك في كتابه «الحرب المقدسة»، وعرفته على أفكار الطوائف الدينية المختلفة والجماعات المتطرفة التي صادفها في نيوبورت باغنيل. وأعطته بلدة الحامية أيضًا فرصًا للانغماس في نوع السلوك الذي سيعترف به لاحقًا في سيرته الذاتية: «حتى وصلت إلى حالة الزواج، كنت زعيم العصابة لجميع الشباب الذين رافقوني، في كل أنواع الرذيلة وعدم التقوى». قضى بنيان ما يقرب من ثلاث سنوات في الجيش، وغادره في عام 1647 للعودة إلى إلستو وعمله كسمكري. تزوج والده مرة أخرى وأنجب المزيد من الأطفال وانتقل بنيان من بنيان إند إلى منزل ريفي في شارع إلستو الرئيسي. 

## الزواج والتغيير
خلال عامين من مغادرة الجيش، تزوج بنيان. اسم زوجته وتاريخ زواجه غير معروفين، لكن بنيان ذكر أن زوجته، وهي شابة متدينة، أحضرت معها كتابين ورثتهما عن أبيها هما: مسار رجل عادي إلى السماء لآرثر دنت وممارسة التقوى للويس بايلي. وأشار أيضًا إلى أنه بصرف النظر عن هذين الكتابين، لم يكن لدى المتزوجين حديثًا سوى القليل من الأشياء: «ليس لديهم الكثير من الأدوات المنزلية مثل طبق أو ملعقة نتشاركها بيننا». ولدت الابنة الأولى للزوجين، ماري، عام 1650، وسرعان ما تبين أنها عمياء. ثم أنجبا ثلاثة أطفال آخرين، إليزابيث وتوماس وجون.
بروايته الخاصة، كان بنيان في مراهقته يستمتع بقرع الأجراس والرقص ولعب الألعاب حتى يوم الأحد، وهو الأمر الذي منعه التطهيريون، الذين قدسوا يوم الأحد، واسموه بيوم الرب. في يوم أحد، قدم كاهن إلستو موعظة ضد خرق يوم الراحة والعبادة، وأثرت هذه الموعظة في بنيان. في ذلك اليوم، بينما كان يلعب لعبة تيب كات (لعبة تُضرب فيها قطعة صغيرة من الخشب بمضرب) في قرية إلستو الخضراء، سمع صوتًا من السماء يقول «هل تترك خطاياك، وتذهب إلى الجنة؟ أم تبقي عليها، وتذهب إلى الجحيم؟» كانت السنوات التالية سنوات صراع روحي شديد لبنيان، بينما يعاني مع شكوكه ومخاوفه بشأن الدين والذنب على ما اعتبره حالة خطيئته. 
خلال هذا الوقت، صادف بنيان – ضمن تجواله كسمكري - في بدفور مجموعة من النساء اللاتي يتحدثن عن الأمور الروحية على عتبة بابهن. كانت أولئك النسوة في الواقع من بعض الأعضاء المؤسسين للكنيسة أو لقاء بدفور الحر، وقد أعجب بنيان بحديثهن، وكان في ذلك الوقت يزور كنيسة الرعية في إلستو، لذا انضم إلى كنيستهن. وكانت مجموعة المنشقين تجتمع في كنيسة سانت جون في بدفور تحت قيادة ضابط الجيش الملكي السابق جون غيفورد. بتشجيع من أعضاء الكنيسة الآخرين، بدأ بنيان بالوعظ، سواء ضمن الكنيسة أو ضمن مجموعات من الناس في الريف المحيط. في عام 1656، بعد أن نقل عائلته إلى شارع سانت كوثبرت في بدفور، نشر كتابه الأول «حقائق الإنجيل الجلية»، الذي استلهمه من نزاع مع الرانترز والكويكرز.
في عام 1658 توفيت زوجة بنيان، تاركة له أربعة أطفال صغار، واحدة منهم كفيفة. وبعد ذلك بعام تزوج من امرأة تبلغ من العمر ثمانية عشر عامًا تُدعى إليزابيث.

## روابط خارجية
- جون بنيان على موقع IMDb (الإنجليزية)
- جون بنيان على موقع الموسوعة البريطانية (الإنجليزية)
- جون بنيان على موقع ميوزك برينز (الإنجليزية)
- جون بنيان على موقع قاعدة بيانات برودواي على الإنترنت (الإنجليزية)
- جون بنيان على موقع إن إن دي بي (الإنجليزية)
- جون بنيان على موقع ديسكوغز (الإنجليزية)
- جون بنيان على موقع قاعدة بيانات الفيلم (الإنجليزية)